# Од (река)
Од (фр. L'Aude) је река у јужној Француској, дуга 224,1 km. Површина слива јој је 6.074 km², а средњи проток 43,6 m³/s. 
Река Од извире у Пиринејима, у регионалном парку природе Каталонски Пиринеји (Pyrénées Catalanes). Од прво тече ка северу, код Каркасона скреће на исток, касније на југоисток, па се након 224 km тока улива у Средоземно море код Флерија. 